# All American Five
Termen All American Five (forkortet AA5) er et dagligdags navn for masseproducerede superheterodynmodtagere, som anvendte fem elektronrør i deres design. Disse radioapparater blev designet til at modtage amplitudemodulation (AM) radioudsendelser i mellembølgebåndet og blev produceret i USA fra midten af 1930'erne og indtil de tidlige 1960'ere. 
Apparaterne var billige fordi designet ikke kræver en elnetkoblet transformator; det samme princip blev senere anvendt til fjernsynsapparater. Der eksisterede variationer i design mhp. lavere pris, kortbølgebånd, bedre ydelse eller specielle strømforsyninger, selvom om mange apparater anvendte et identisk sæt af elektronrør.

## Filosofi
Radioerne blev kaldet "All American Five", fordi designet repræsenterer flertallet af radioer fremstillet til hjemmebrug i USA og Canada i elektronrørsæraen. Der blev fremstillet millioner af AA5-radioerne af hundredvis af fabrikanter fra 1930'ere og fremefter, hvor de sidste eksemplarer blev fremstillet i Japan. Elektronrørenes glødetråde blev forbundet i serie, og nødvendigvis trækker de samme strøm, men med forskeligt spændingsfald over sig. Standardrørene blev designet så deres totale glødetrådsspænding af de fem rør var 121 volt, en anelse mere end elnettets spænding i USA og Canada på 110-117V.  En ekstra serieforbundet resistor var derfor ikke nødvendig.  Transformatorløse design havde metalchassiset forbundet til den ene side af elnettet, hvilket var normalt ville være livsfarligt og derfor krævede et omhyggeligt isoleret kabinet. Transformatorløse radioer kunne både blive elforsynet med AC eller DC (og derfor kaldet en AC/DC-modtagere) - DC-forsyning var stadig ikke ualmindeligt. Når modtageren blev koblet til DC, kunne de kun virke, hvis stikket var sat i med den korrekte polaritet.  Herudover har modtageren reduceret ydelse, når fødet med DC, fordi B+ spændingen så kun er 120 volt, sammenlignet med 160-170 volt når fødet AC.
Designfilosofien var simpel: Den skulle være så billig som muligt. Designet var optimeret til god ydelse til prisen.  Mindst en fabrikant, Arthur Atwater Kent, foretrak at lukke selskabet fremfor at prøve at konkurrere med 'dværg' eller lavpris AA5 design.
Mange designtricks blev anvendt for at reducere produktionsudgifterne af femrørsradioer.

## AA5-variationer
Selvom fire-, seks- og endda nogle få otte-rørsradioer blev produceret, var de ikke almindelige. Firerørsversionen med elektronrørsensretter, havde en underlødig ydelse, da de typisk ikke havde noget mellemfrekvensforstærkerrør, selvom nogle firerørsdesign med en selenensretter i stedet for elektronrørsensretteren, undgik dette problem. Seksrørsversioner tilføjede enten et radiofrekvensforstærkerrør, en push-pull LF-effekforstærkerrør, eller et stødtoneoscillatorrør (BFO) (for at kunne lytte til morsekode eller enkeltsidebandsmodulation radioudsendelser).  Men disse radioer kostede betydeligt mere og blev kun solgt i mindre kvantiteter. Otterørsversioner kostede endnu mere, da de tilføjede to eller flere egenskaber fra seksrørsversionerne og nogle gange et ekstra mellemfrekvensforstærkerrør.
| # Elektronrør | RF-forstærker | BFO | Converter | MF-forstærker | Detektor-/for-forstærker | LF-forstærker   | Ensretter |
| ------------- | ------------- | --- | --------- | ------------- | ------------------------ | --------------- | --------- |
| 4             |               |     | X         |               | X                        | X               | X         |
| 4             |               |     | X         | X             | X                        | X               | (selen)   |
| 5 (standard)  |               |     | X         | X             | X                        | X               | X         |
| 6             | X             |     | X         | X             | X                        | X               | X         |
| 6             |               |     | X         | X             | X                        | X X (push-pull) | X         |
| 6             |               | X   | X         | X             | X                        | X               | X         |
| 8             | X             |     | X         | X             | X X (push-pull)          | X X (push-pull) | X         |
| 8             | X             |     | X         | X X           | X                        | X X (push-pull) | X         |
| 8             |               | X   | X         | X             | X X (push-pull)          | X X (push-pull) | X         |
| 8             | X             | X   | X         | X             | X                        | X X (push-pull) | X         |